# 不知火守
不知火 守（しらぬい まもる）は、漫画『ドカベン』に登場する架空の人物。アニメ版の声優は市川治。

## 人物
- 神奈川県・白新高校のエースで、明訓高校最大のライバル。右投右打。
- 1年秋から選手兼任監督を務めたため「闘将」とも呼ばれ、土門剛介をして「闘う男の象徴」と言わしめる。しかし、県予選で5回戦った明訓高校についに勝つ事が出来なかったため、甲子園の出場経験は無い。
- MAX162km/hの速球と高速フォーク、そして「蝿止まり」「超遅球」と呼ばれる超スローボールが武器。速球と超遅球は手首のスナップのみで投げ分けることが出来るため打者からは予測できず、主に速球で追い込んだ所で超遅球でタイミングを外して仕留める配球を用いる。また時として山田にカーブ、シュートなど 変化球も投げ分けることができた。
- 高校時代は1年時から四番を打つほどの打撃センスも併せ持ち、プロでも幾度となくホームランを打っている。2006年には、退場したマドンナに代わり三塁を守ってファインプレーも見せており、野手としても超級の実力がある。
- 右目が見えるようにつばの割れた帽子がトレードマーク。割れている理由は、幼い頃左目が見えず割っていたためである。高校1年の夏まで左目が不自由だったが、秋の大会までの間に父親からの角膜移植手術を受け、今では両目とも通常の視力を得ており、特に意味のないものとなっている[1]。この帽子のため、野村克也は不知火の投げ方を「やぶれひさし隻眼投法」と呼んだ。また、高校時代のヘルメットは普通のものだったが、プロではヘルメットのつばも割っている。
- クールなようで意外に情に厚い。高校1年の県予選で明訓に敗れた後、不知火は山田が甲子園で対戦するいわき東高校・緒方勉の落差のあるフォークボールに対抗するための山田の練習台となった。不知火が投げたフォークボールの落差に山田は驚き、「このフォークを予選で投げていれば、明訓にも勝てたはず」といぶかるが、球についた血痕を見て、予選終了後に山田の練習台となるために習得したものと知り、落涙した。このフォークにはその後も磨きをかけ、2年秋の大会では速球と見紛う速度の「豪球フォーク」に進歩して山田を四打席連続三振に取る原動力ともなった。
- 「打倒山田」を掲げているが、山田の実力自体は高く認めており、ライバルであるが同様に「一緒にバッテリーを組みたい」という強い願望も隠していない。プロになって以降は、オールスター戦や日本代表メンバーとして山田とバッテリーを何度も組むようになった（日本代表メンバーでは、抑えとしての起用と思われる描写がなされている）。
- 投手としての実力は水島作品中でも最高クラスであるにもかかわらず、高校時代から優勝とは縁が無く、2008年にアイアンドッグスのリーグ優勝でようやく優勝を経験した。
- キャラクターの名前の由来は、横綱土俵入りの「不知火型」であり、「雲竜型」に由来する雲竜大五郎とペアでの命名。

## 経歴

### 中学時代
鷹丘中学野球部に入った山田の練習を偵察する人々にまざって登場。この時は名前は不明だった。
さらに、（のちに明訓高校監督と判明する）徳川家康とともに、鷹丘中学と東郷学園中学との対戦を観戦するキャラクターとして登場し、「不知火」と名前が判明する。
川越中では3年時に地区大会決勝で完全試合。関東大会でも決勝で小林真司のいる東郷学園を相手に完全試合を達成し優勝する。全国大会は九州で行われ、雲竜大五郎の所属するチームと対戦した事までは明かされている。
雲竜、里中智、とともに、中学卒業が近い山田につきまとい、高校進学の意図がなかった山田を高校野球に誘いこんだ。

### 高校時代
白新高校に進学し、1年時からエース、さらに1年秋より選手兼任監督としてチームをけん引した。2年夏の神奈川県大会予選では2試合連続完全試合、3年夏には225イニング連続無失点、完全試合2度など活躍したが、5度とも明訓高校に敗れ、甲子園出場はかなわなかった。
高校野球時代は山田と最も対戦が多い。当初は相性が悪く、1年夏の予選で山田に高校野球時代における初本塁打（ランニング本塁打）を許し、1年秋の県大会では2本塁打を喫している（この試合では山田は白新の先発投手からも本塁打を打っており、3本塁打を記録）。しかし、山田を抑えるために速球と全く変わらないフォームで投げる超スローボールを完成させてからは本塁打を許さなかった。2年夏以降、山田に許した安打は内野安打2本だけであり、2年秋には山田にとって高校野球公式戦唯一の4打席連続三振を奪っている（2年夏から3年夏までの山田と不知火の対戦成績は12打数2安打、8三振で数字上は不知火の完勝である）。しかし、2年夏はルール上の盲点をつかれる1点に泣き、秋は岩鬼正美に逆転満塁本塁打を打たれ、3年夏も山田の内野安打がサヨナラ安打となる不運もあり、明訓高校にはついに勝てなかった。
高校時代の不知火が明訓に遂に勝てなかったのは、山田を抑えても延長戦など終盤に走者を出してしまう詰めの甘さ(この点は小林もモノローグで指摘している)、殿馬、岩鬼に対する相性の悪さが原因となっている。特に岩鬼は高校時代の対戦では5試合全てにおいて決勝点に絡んでいる。
| 1年夏 |   |   |   |   |   |   |   |   |   |   |   |   |
| 明訓  | 0 | 0 | 0 | 0 | 0 | 0 | 0 | 4 | 0 | 3 | = | 7 |
| 白新  | 4 | 0 | 1 | 0 | 1 | 0 | 0 | 0 | 0 | 0 | = | 6 |

| 1年秋 |   |   |   |   |   |   |   |   |   |   |   |   |    |   |    |
| 白新  | 3 | 0 | 0 | 0 | 0 | 0 | 0 | 0 | 0 | 2 | 0 | 0 | 0  | = | 5  |
| 明訓  | 4 | 0 | 0 | 0 | 0 | 0 | 0 | 0 | 0 | 1 | 0 | 0 | 4x | = | 9x |

| 2年夏 |   |   |   |   |   |   |   |   |   |   |   |   |   |
| 明訓  | 0 | 0 | 0 | 0 | 0 | 0 | 0 | 0 | 0 | 0 | 1 | = | 1 |
| 白新  | 0 | 0 | 0 | 0 | 0 | 0 | 0 | 0 | 0 | 0 | 0 | = | 0 |

| 2年秋 |   |   |   |   |   |   |   |   |   |   |   |   |
| 明訓  | 1 | 0 | 0 | 0 | 0 | 0 | 0 | 0 | 0 | 4 | = | 5 |
| 白新  | 0 | 0 | 0 | 0 | 0 | 0 | 0 | 0 | 2 | 0 | = | 2 |

| 3年夏 |   |   |   |   |   |   |   |   |   |    |   |    |
| 白新  | 0 | 0 | 0 | 0 | 0 | 0 | 0 | 0 | 0 | 0  | = | 0  |
| 明訓  | 0 | 0 | 0 | 0 | 0 | 0 | 0 | 0 | 0 | 1x | = | 1x |

なお、山田が公式戦で唯一投手として登板したときの対戦相手である（1年秋）。山田のキャッチャースタイルからの投球にバットを砕かれてピッチャーフライだった。

### プロ時代
- 高校卒業後、ドラフト1位（ハズレ1位）で日本ハムファイターズに入団。土井垣将とバッテリーを組む。

1995年
ルーキーにして開幕投手、その対近鉄バファローズ戦でノーヒットノーランを達成。なお、近鉄の投手は同じルーキーの坂田三吉。オールスターでは念願の山田とのバッテリーが実現した。
1996年
チームの優勝と自らの20勝をかけてオリックス・ブルーウェーブとの最終戦に登板するも、瞬時の隙をついた殿馬のスリーバント、そしてその間に一気に本塁への生還を試みたイチローが土井垣のタッチをかいくぐって左手をホームベースにねじ込ませる好走塁によってサヨナラ負けを喫し、オリックスに優勝を決められる。しかし19勝で最多勝を獲得。
1997年
14勝4敗、201奪三振の成績で最高勝率、最多奪三振のタイトルを獲得。
1998年
オールスターで西武ライオンズの山田とバッテリーを組み、9者連続3球三振という離れ業を演じ、MVPを獲得。後半戦初戦でも西武打線相手に好投し、山田をも第1打席で3球三振に切って取るがそこで満足してしまい、山田に逆転本塁打を喫し、これが決勝点となった。
これを機に勝ち運に見放され、この大不振が響きチームも急失速、西武の逆転優勝を許すこととなった。
2002年
18勝を挙げ、最多勝利に輝く。
2003年
山田には打たれないとの決意のもと、「イナズマ」という魔球を開発。オープン戦の対読売ジャイアンツ戦で微笑三太郎を相手に試投し、開幕戦では実際に山田を抑える。20勝で2年連続の最多勝投手となる。
2004年
犬飼小次郎率いる四国アイアンドッグスに移籍。新生アイアンドッグスと東京スーパースターズ公式戦初試合に先発。相手の里中と投げあい共に延長12回を投げきるが試合は1点差に敗れている。
2006年
開幕戦の対スーパースターズ戦で、初となる初回1・2番連続被弾を喰らう（岩鬼・殿馬）。しかし、その後3番から8番までの打者全てを三振。その後もすさまじい投球で、8回終了時点で19奪三振。9回表に坂田の本塁打で同点になったため回ってきた9回裏、微笑、そして山田との読み合いに勝って三振に仕留め、相手の先発里中が持つ1試合三振記録を1つ更新し21個とする。しかしその直後、かつてバッテリーを組んでいた土井垣に、初球の高速スライダーをサヨナラ本塁打にされる。
ちなみに、2008年にダルビッシュ有が18三振を奪った試合ではこの記録が忘れられ、実況が「里中の持つ20奪三振」と発言した。これはその後訂正された。
同年シーズン終了時の12年間で通算199勝。
2008年
開幕戦の対埼玉西武ライオンズ戦（松山）で1試合19奪三振を達成。試合の勝敗は不明。
2012年
3月3日に開催されたドリームトーナメント1回戦で、阪神タイガースの藤村甲子園と投手戦を繰り広げる。不知火は阪神打線をノーヒットに抑えたがエラーから出塁をゆるし犠牲フライにより失点。不知火は自らのバットで藤村のノーヒットを打ち破るものの得点にはならず敗戦となった。その後、東京スーパースターズ対京都ウォーリアーズの決勝戦において、広島東洋カープの投手である水原勇気と共に放送席に入り解説を務めている。

## 主な記録

### 高校時代
- 2試合連続完全試合（2年夏、神奈川県大会）
- 234イニング連続無失点（3年春～3年夏の決勝戦9回裏まで）

高校3年の夏、明訓高校と対戦した神奈川県大会決勝戦の試合開始前に、実況アナウンサーの解説として「2年秋に明訓高校に敗れて以降、225イニングス無失点を達成している」とある。2年秋の県大会では、準決勝の明訓高校戦の9回表に岩鬼正美に満塁ホームランを喫して敗れており、そこから起算すると3年春の県大会初戦（対戦相手は不明）から3年夏の県大会準決勝（vs東郷学園）まで無失点記録を継続していることになる。決勝の明訓高校戦でも9回裏まで無得点に抑えているため、合計で234イニングス無失点となる。

### プロ時代
- 最多勝3回（1996,2002,2003年）
- 最多奪三振1回（1997年）
- 最高勝率1回（1997年）
- ノーヒットノーラン1回（1995年、開幕戦・近鉄バファローズ戦）
- 1試合21奪三振（2006年、開幕戦・東京戦）
- オールスターMVP（1998年）
- オールスター9者連続3球奪三振（1998年）
- 公式戦初打席代打本塁打（2003年3月28日、開幕戦・西武ライオンズ戦）

## 背番号
- 01（1995年 - 2003年）
- 1（2004年 - ）

## 球種
彼は以下に挙げるように、非常に多くの持ち球があり、コントロール、スタミナも素晴らしい。そして、ストレートはMAX162km/hである。これらの点から考えて、彼は「ドカベン」における最高のピッチャーの1人と言える。ただし、ストレートに固執しすぎてしまうところがあり、バランスよく変化球を投げようとしない事が唯一の欠点であり、山田等に打たれる原因でもある。
ストレート
MAX162km/h（1998年の球宴・対前田智徳で記録）。非常にノビがある。ただし高校時代には、谷津から土門の剛球と比べて「当たれば飛ぶ速球」と言われていた。
超遅球（ハエ止まり）
蝿が止まる演出がなされるほどの遅さの、超スローボール。ストレートと合わせて、脅威の緩急を生み出せる不知火の決め球のひとつ。球速は60km/h程度。ストレートの2倍スタミナを消費してしまう欠点がある。どんなコースでも速球なら打ってしまう山田を見て、遅い球で打ち取るという方向に活路を見いだして習得した球種。
フォーク
超高速フォークボール。その球速は、高校時代で130km/h台、現在は140km/h台。現在で言うSFF（スプリットフィンガード・ファストボール）と推測されるが、実在するプロ野球選手よりも彼の方が先に投げていた。
イナズマ
稲妻のごとく、複数回の鋭い変化をする球。使用した相手は微笑と山田のみ。山田はカットボールがダブルで来るようだと評している。初めて使用された2003年以来、しばらく使用しなかったが、2010年のスーパースターズ戦で、山田に対して約7年ぶりに使用した。
ナックル
球種として持ってはいるが、あまり投げることはない。オールスターでバッテリーを組んだ山田に対してノーサインで投げた。
高速スライダー
スローカーブ
シュート